# Patricio Montojo

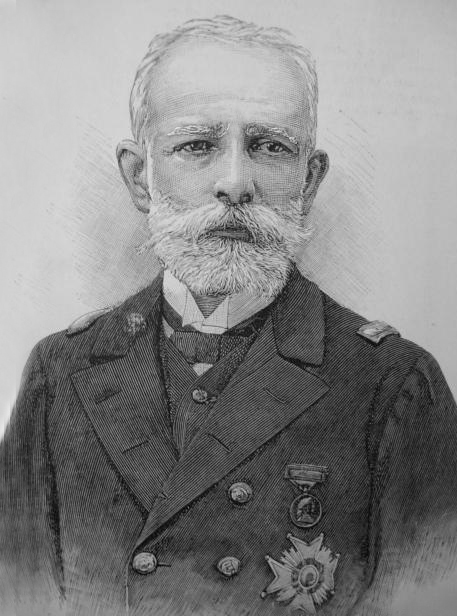
Patricio Montojo y Pasarón

Patricio Montojo y Pasarón (* 7. September 1839 in Ferrol; † 30. September 1917) war ein spanischer Marineoffizier, zuletzt im Rang eines Contraalmirante.

## Leben
Montojo studierte an der Marineschule in Cádiz. 1855 erhielt er den Dienstgrad Bootsmann, Guardiamarina 1860 wurde er zum Unterleutnant, Subteniente befördert. In der Folgezeit kämpfte er auf Mindanao (Philippinen) gegen die Unabhängigkeitsbewegung. 1864 kehrte er nach Spanien zurück.
Montojo nahm unter dem Befehl von  Admiral Casto Méndez Núñez an der Schlacht von Abtao und der Schlacht von El Callao gegen Peru teil und wurde zum Admiralitätssekretär befördert.  Im Jahre 1873 erhielt Montojo den Rang eines Capitán de navío. In der Folgezeit kommandierte er mehrere in Havanna und Río de la Plata stationierte Kriegsschiffe.

### Einsatz auf den Philippinen
Montojo kehrte mit dem Rang eines Vizeadmirals, Contraalmirante auf die Philippinen zurück, wo der den Posten des Generalkapitäns und somit den Oberbefehl über das dort stationierte Geschwader übernahm. Im Spanisch-Amerikanischen Krieg versuchte Montojo, Manila zu schützen. Am 1. Mai 1898 wurde die spanische Flotte in der Schlacht in der Bucht von Manila vernichtend geschlagen. Montojo und einer seiner zwei Söhne, die an der Schlacht teilnahmen, wurden verwundet.
Im September 1898 wurde Montojo abberufen, um sich in Madrid für die katastrophale Niederlage zu rechtfertigen. Er verließ Manila im Oktober 1898 und traf am 11. November 1898 in Madrid ein. Im März 1899 wurde er für schuldig befunden und inhaftiert. Admiral George Dewey, sein Gegner in der Schlacht von Manila, sprach sich für ihn aus. Montojo wurde rehabilitiert und verließ die Marine.
Montojo war dreimal verheiratet: die erste Ehefrau war María Martínez de Valdivieso, die zweite María Martínez y Viñalet und die dritte Carmen Alemán.